# Rage comic

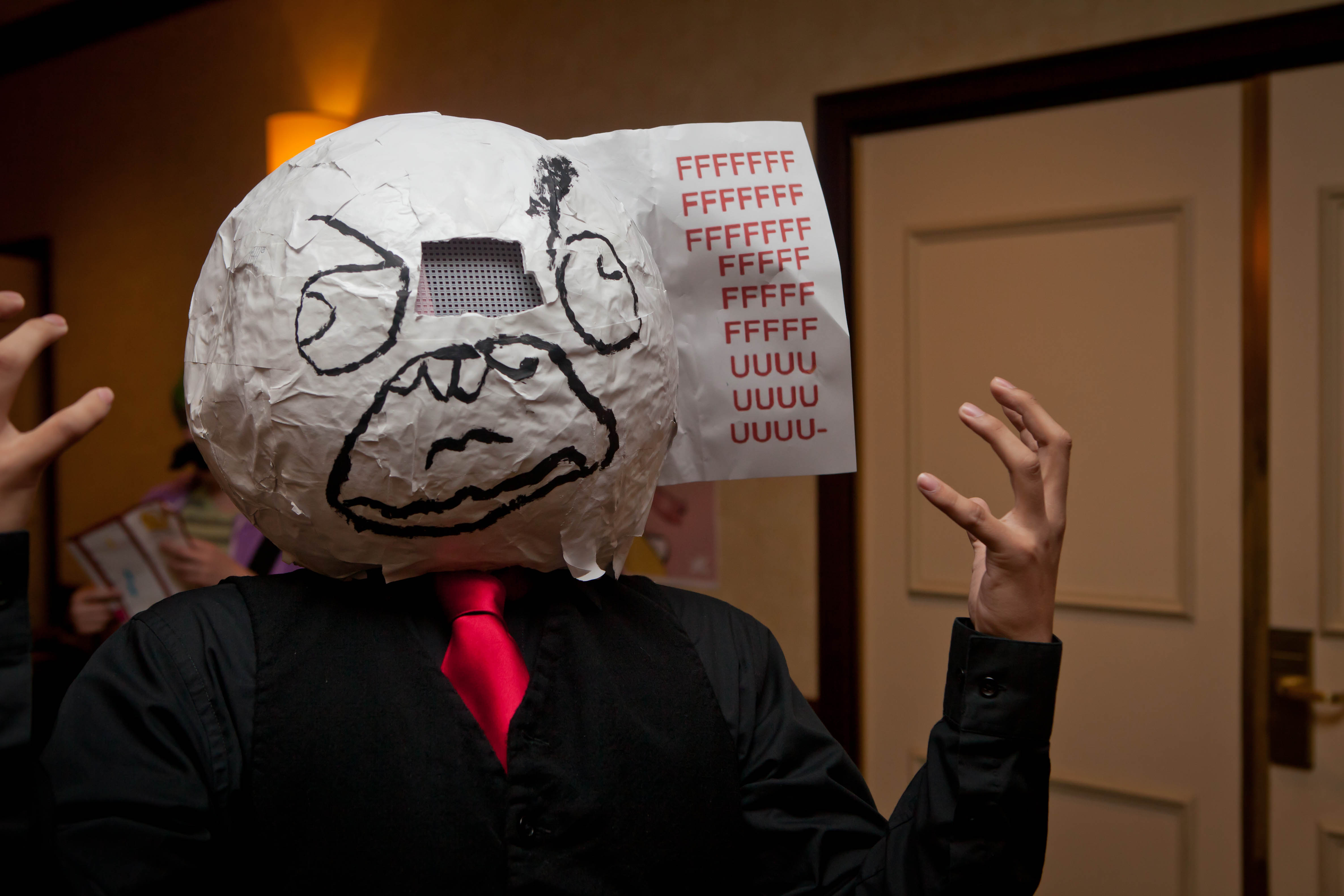
Cosplay de Rage guy.

Los rage comics fueron un fenómeno de Internet de cómic centrado en una caricatura (conocida genéricamente como rage face) que expresa alguna emoción simple. A lo largo del tiempo, se fueron creando numerosas caras que muestran emociones fácilmente identificables. Fueron muy populares desde 2010 hasta 2014. Han sido categorizados por Ars Technica como una «forma aceptada y estandarizada de comunicación en línea». La popularidad de los rage comics ha sido atribuida a su uso como vehículos para humorizar experiencias.

## Historia
Las caras se originaron en 2007 En el foro y tablón de imágenes 4chan y luego ganaron prominencia en Reddit. Experimentó un recrudecimiento en su popularidad en 2009. Para 2011, la etiqueta estaba entre las 20 más suscritas en Reddit.
En 2010 la cadena de tiendas de cultura pop Hot Topic empezó a vender camisas con las rage faces. En protesta a esta cooptación, los participantes de 4chan renombraron rage guy como race guy e intentaron ligar a Hot Topic con la promoción de racismo. La cadena retiró las camisas poco después.
En mayo de 2011, usuarios de 4chan escenificaron una broma relacionada con la cara «forever alone», usando perfiles falsos en el sitio en línea de citas OkCupid para engañar a hombres para que se presentaran a citas falsas. Mientras el blog Betabeat identificó a tres hombres que habían sido víctimas de la broma, los resultados se quedaron cortos con respecto al flash mob involuntario de «forever alones» que se pretendía crear.

## Rage Face
El nombre rage guy se refiere al personaje principal de una serie de cómics mal dibujados adrede típicamente consistiendo en cuatro paneles, retratando situaciones que pueden traer rabia y exasperación, con el personaje principal gritando con ira como resultado, aunque se han creado diversas variantes que representan emociones diversas. Debido a su simplicidad y explotabilidad, rage guy ha demostrado ser popular, convirtiéndose así en una serie cómica conocida como Rage Comics.

## Forever Alone
Forever Alone se basa en una viñeta dividida en cuatro partes o más donde el autor expresa la soledad y el sufrimiento en su personaje. 
Su apariencia física y gracia enfocan principalmente en su rostro, desfigurado y exageradamente hinchado por el constante lloriqueo derivado de cada situación o sensación de abandono en la que recae el personaje, lo que origina una sátira.
El mismo trata acerca de un personaje que expresa soledad y decepción hacia su solitaria vida: no tiene novia, ni amigos, ni familia; y si los tiene, siempre lo abandonan y se olvidan de él. A pesar de que puede parecer triste, en realidad es humorístico, habiéndose instaurado en el lenguaje colectivo de internet el ser o estar "Forever Alone" en determinadas situaciones.
Actualmente no está claro dónde se inició el cómic, se cree que fue originado en 4chan alrededor del año 2010 y que es un derivado de rage guy. También se ha difundido a través de redes como Funnyjunk.com, donde el 27 de junio de 2010 apareció por primera vez.
La frase Forever alone se ha convertido en una expresión de uso frecuente en redes sociales de internet, de manera particular en Facebook y Twitter, donde es usada, sobre todo, para hacer mofa de determinados comportamientos personales.

## Troll Face
Troll Face (en español «Cara de Trol») es una imagen de meme cómico de rabia de un personaje con una sonrisa traviesa, que se utiliza para simbolizar los trolls de Internet y el trolling. Es uno de los rage comics más antiguos y conocidos.
Trollface fue dibujado en Microsoft Paint el 19 de septiembre del 2008, por Carlos Ramírez, un estudiante universitario de 18 años de edad originario de Oakland. La imagen estuvo publicada en la página personal de Ramírez llamada "Whynne" dentro de DeviantArt, el cual formaba parte de un cómic de rabia al que tituló Trolls, acerca de la falta de sentido lógico que conllevaba la práctica del troleo.
Ramírez publicó la imagen al tablón de imágenes del sitio web 4chan y otros usuarios empezaron a compartirla. En los meses siguientes, el dibujo de Ramirez rápidamente obtuvo reconocimiento dentro de 4chan como el símbolo universal de un troll del internet y un personaje de cómic versátil. De 4chan, Trollface se extendió a Reddit y ɑ el Diccionario Urbano en 2009, eventualmente logrando llegar otros sitios de internet como Imgur y Facebook.

## Fuck Yea
Fuck Yea es una rage face de un stick-man que busca, más bien, autocomplacerse por todas las razones correctas: victorias, aciertos y el triunfo en general, sea cual sea la situación.
Al igual que muchos de los memes más veteranos, fue creado con Paint y existen diversas versiones de él, como de todos los memes, pero ninguna tiene especial difusión ni destaca, más que nada porque son modificaciones circunstanciales, como añadirle pelo o ponerle la cara de un personaje famoso por algún hecho ocurrido con él.
Su éxito fue cuando se subió una historieta de él en /b/ de 4chan el 11 de febrero de 2010. Estos dibujos ilustraban todo tipo de momentos triunfales de la vida diaria, que nos hacen sentir increíbles.

## Challenge Accepted
Challenge Accepted (conocido en español como «Desafío Aceptado») es uno de los memes más utilizados en los chistes. Es una expresión utilizada para indicar que la persona está dispuesta a intentar completar un desafío difícil. La frase se asocia a menudo con un carácter cómico, ilustrado como una figura con los brazos cruzados y una expresión facial de suficiencia. El personaje de este meme desafía todo lo que se interponga, por más alocado que sea el reto.